# Kerikeri Mission House

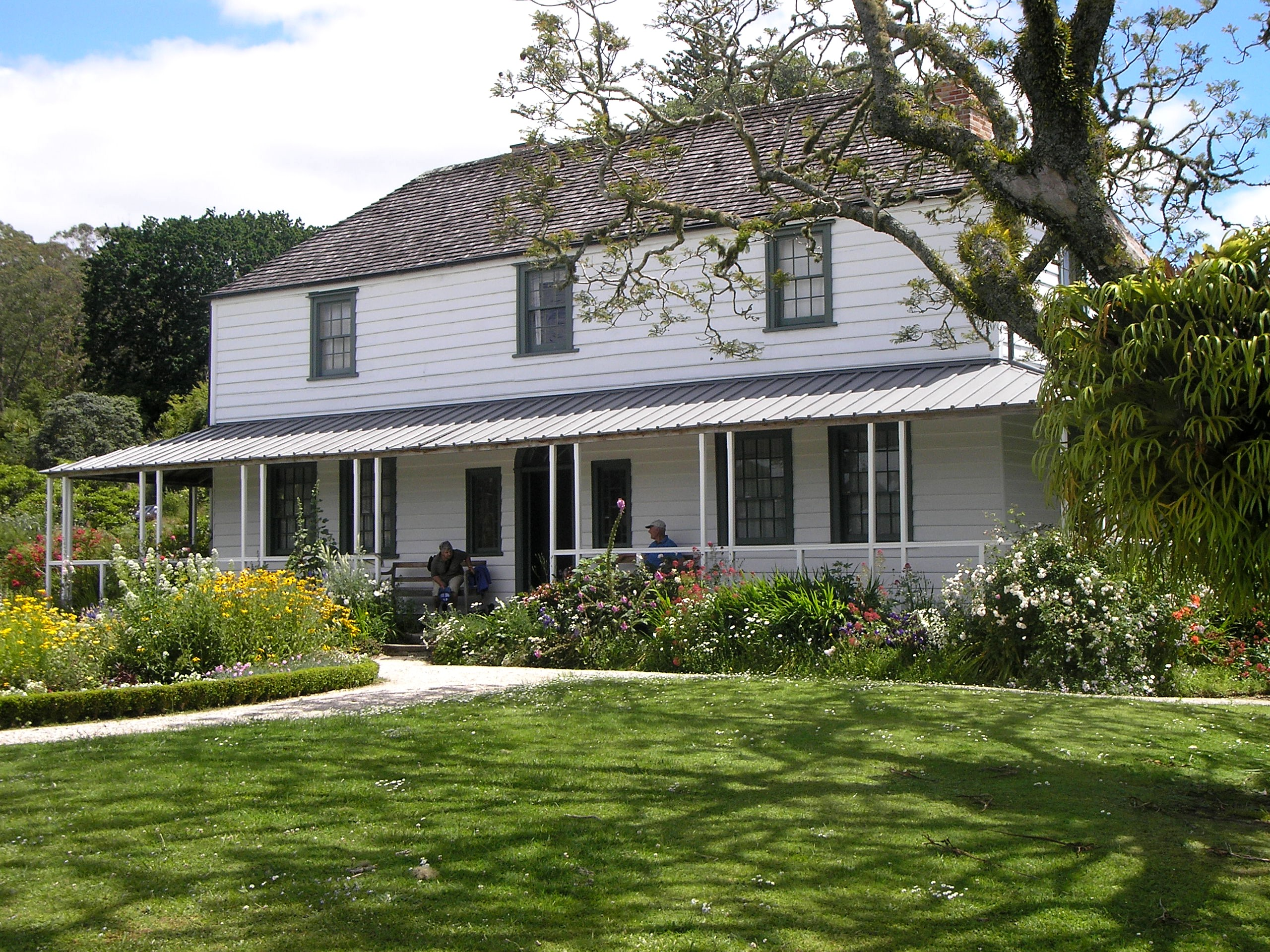
Mission House

Das Mission House (auch Kemp House) in der 218 Kerikeri Road in Kerikeri ist mit dem Baujahr 1822 das älteste erhaltene Gebäude Neuseelands. Es befindet sich an der Mündung des Kerikeri River in das Kerikeri Inlet, einen Meeresarm des Pazifik.
Das Haus war Teil der Missionsstation Kerikeri der Church Missionary Society. Samuel Marsden gründete eine anglikanische Mission für Neuseeland mit Laienpredigern, die in der Bay of Islands unter dem Schutz des Häuptlings der Ngāpuhi, Hongi Hika, standen. Dieser hatte seinen Sitz in dem auf der anderen Seite des Waikare Inlet gelegenen Pā der Ngāpuhi in Kororipo, dem späteren Russell. Im November 1819 kaufte Marsden 13.000 Acres (53 km²) Land von den Ngāpuhi.
Marsden wies Reverend John Butler an, unter dem Schutz des Ngāpuhi Pā bei Kerikeri eine Missionsstation zu errichten. Marsden, Thomas Kendall und Hongi Hika verließen anschließend Neuseeland in Richtung Großbritannien. Mit Hilfe der Māori und europäischer Fachleute errichtete Butler bis 1822 das Mission House, obwohl die Bauarbeiten durch die Rückkehr von Kendall und Hongi Hika mit eintausend Musketen gestört wurde, in deren Folge Kororipo als Basis für einen Feldzug Ngāpuhi in den Musketenkriegen diente.
Butler’s Haus war ein mit Brettern verschaltes, zweigeschossiges georgianisches Gebäude mit Veranda und zwei Kaminen. Es wurde vor allem aus Kauriholz gebaut, die Schindeln stammten aus Australien. 1843 wurde die Veranda durch eine größere ersetzt. In den 1920ern wurde hinter der Küche ein Bad angefügt.
Butler wurde 1823 entlassen und George Clarke bewohnte das Haus bis in die frühen 1830er. Zu dieser Zeit hatten die Ngāpuhi dan Pā Kororipo verlassen, aber die Missionsstation sah sich stark genug, ohne Schutzmacht auszukommen. James und Charlotte Kemp zogen 1832 in das Haus. Später wurde es von den Kemps gekauft und blieb für 142 Jahre im Familieneigentum, bis Ernest Kemp es 1976 dem New Zealand Historic Places Trust übereignete.
Der New Zealand Historic Places Trust hat das Gebäude auf einen Zustand von etwa 1843 zurückgebaut (obwohl die Veranda höher und das Dach nicht mit Schindeln gedeckt ist). Zusammen mit dem Stone Store ist das Mission House als Museum zugänglich. Es wurde als zweites Baudenkmal des Landes registriert.

## Fotogalerie

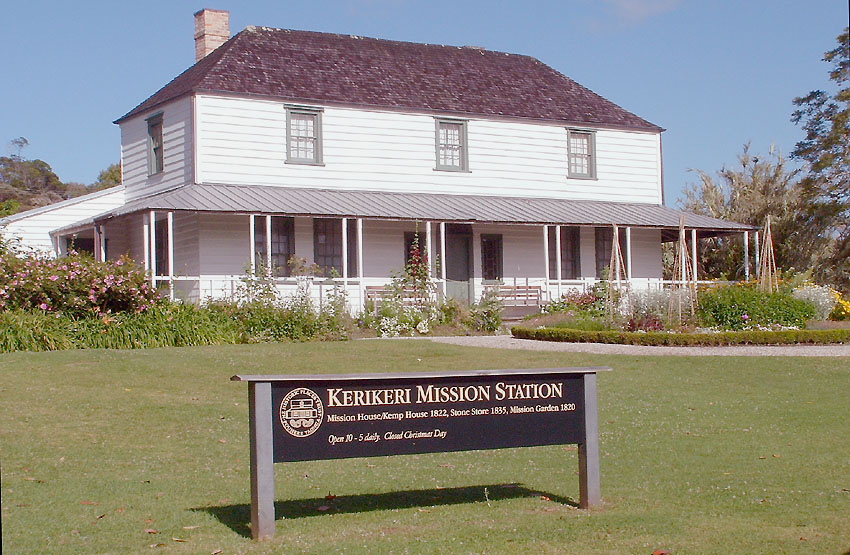
Mission House
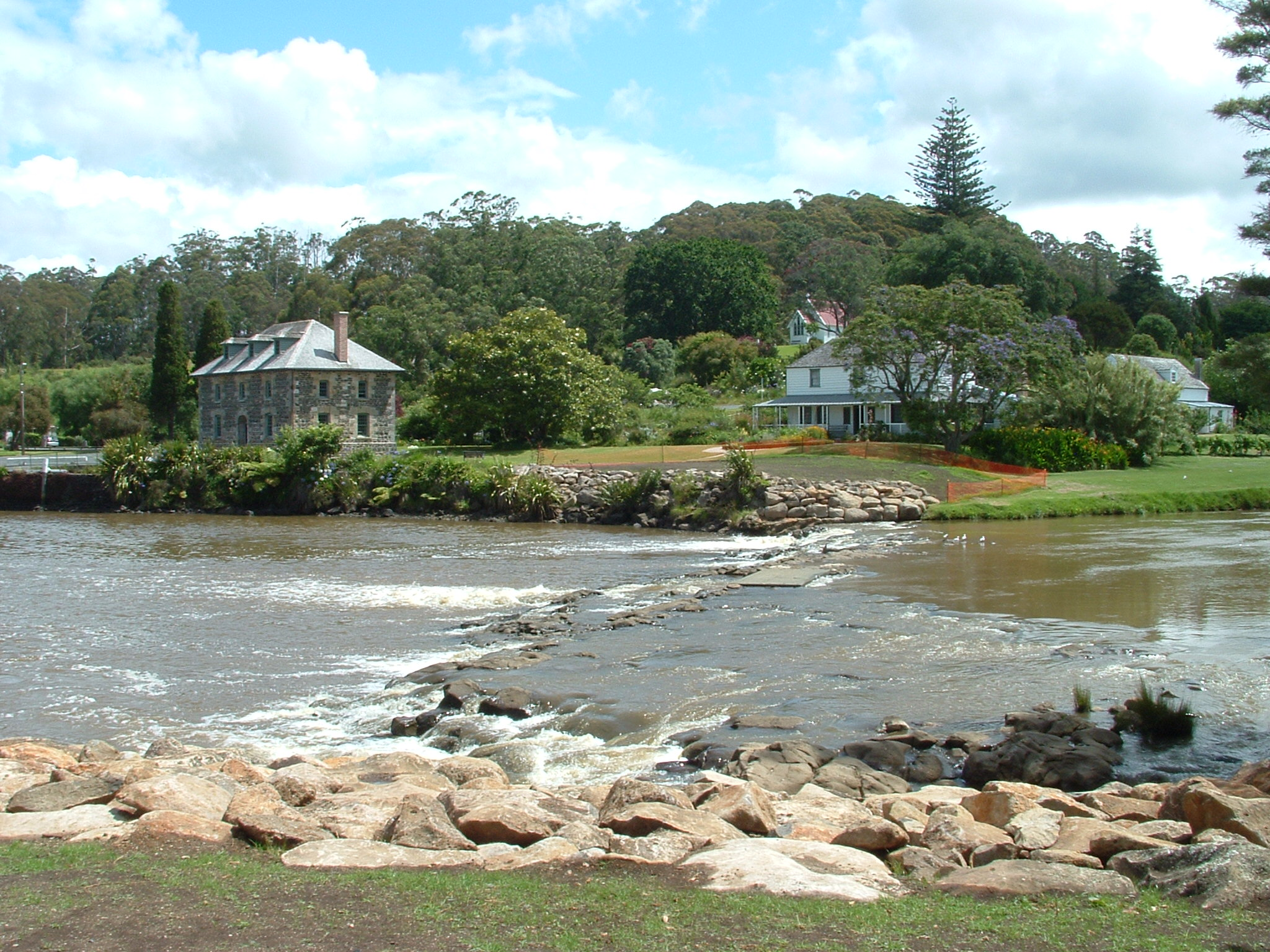
Mission House an der Mündung des Kerikeri River
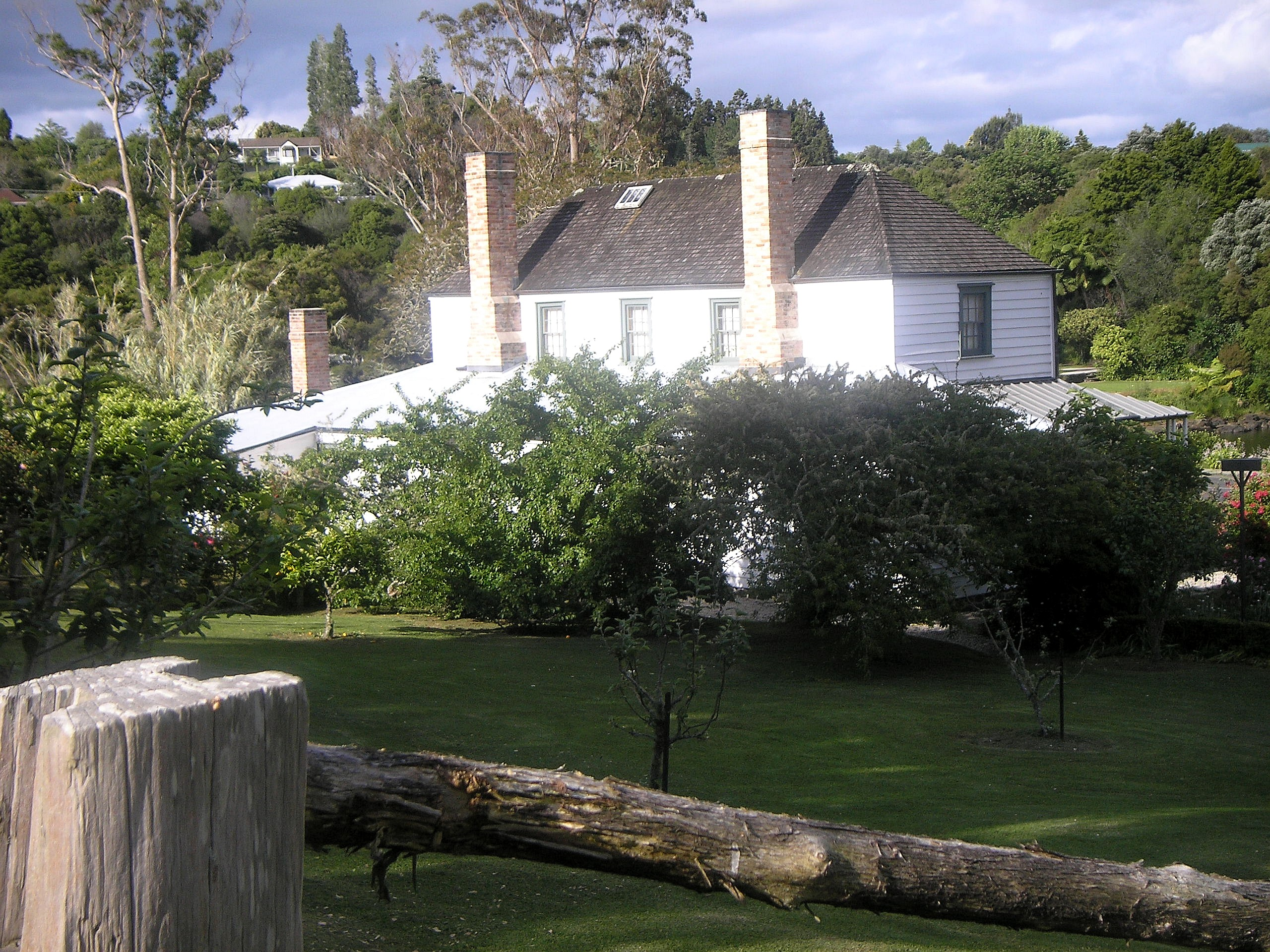
Rückseite mit dem Garten
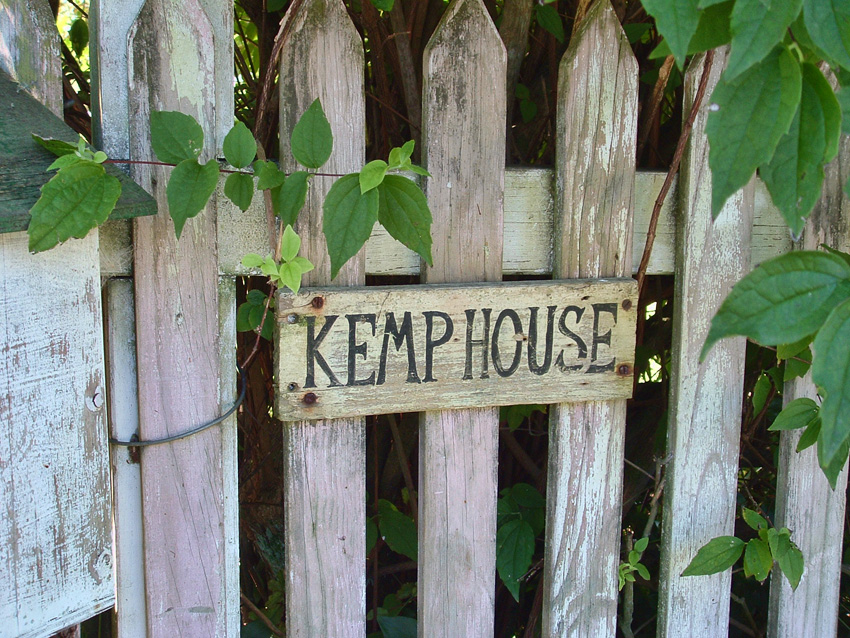
Namensschild, das auf den langjährigen Besitz durch die Kemps hinweist